# Dietelia duguetiae
Dietelia duguetiae är en svampart som först beskrevs av Thurst., och fick sitt nu gällande namn av Buriticá & J.F. Hennen 1980. Dietelia duguetiae ingår i släktet Dietelia och familjen Pucciniosiraceae.   Inga underarter finns listade i Catalogue of Life.